# Kanton Marciac
Kanton Marciac (fr. Canton de Marciac) je francouzský kanton v departementu Gers v regionu Midi-Pyrénées. Skládá se z 19 obcí.

## Obce kantonu
- Armentieux
- Beccas
- Blousson-Sérian
- Cazaux-Villecomtal
- Juillac
- Ladevèze-Rivière
- Ladevèze-Ville
- Laveraët
- Marciac
- Monlezun
- Monpardiac
- Pallanne
- Ricourt
- Saint-Justin
- Scieurac-et-Flourès
- Sembouès
- Tillac
- Tourdun
- Troncens